# ارنست شولتز (دونده)
ارنست شولتز (انگلیسی: Ernst Schultz؛ ۱۵ مه ۱۸۷۹ – ۲۰ ژوئن ۱۹۰۶) ورزشکار دو و میدانی اهل دانمارک بود.
وی در مسابقات کشوری و بین‌المللی در مجموع برندهٔ ۱ مدال برنز شده‌است.